# Mostra permanente della Grande Guerra in Valsugana e sul Lagorai
La Mostra permanente della Grande Guerra in Valsugana e sul Lagorai si trova in centro a Borgo ed offre al visitatore un percorso tematico che affronta i principali avvenimenti della prima guerra mondiale in Valsugana attraverso vetrine contenenti reperti trovati sulle montagne, come fucili, mitragliatrici, pettini e molto altro
Il museo fa parte della Rete Trentino Grande Guerra.

## Storia
La mostra, inaugurata nell'ottobre del 2002 a Borgo Valsugana e successivamente ampliata tra il 2005 e il 2006, offre una panoramica degli avvenimenti che hanno riguardato le popolazioni della Valsugana durante gli anni della Grande Guerra.
La mostra nasce da un'idea dell'Associazione Storico Culturale della Valsugana Orientale e del Tesino, tra i cui partecipanti Luca Girotto, con il sostegno del Comune di Borgo Valsugana e della provincia autonoma di Trento ed è stata allestita all'interno dell'antico "Mulino Spagolla", a fianco del fiume Brenta.
Al suo interno si trovano numerose testimonianze che ricostruiscono gli aspetti storici e tecnici del conflitto. Vengono inoltre periodicamente organizzate conferenze, percorsi guidati per le scuole ed escursioni in luoghi significativi per approfondire ulteriormente l'argomento.

## Collezione
Il museo si sviluppa per gradi: inizialmente si affronta l'aspetto prebellico dello scontro, attraverso vetrine che raccolgono divise, manifesti propagandistici e medaglie. Di particolare interesse sono la divisa da aviatore, i primi a solcare i cieli durante una guerra. Si passa dunque ad una sala in cui è inserita una ricostruzione di una trincea alpina, composta da reticolati, tagliole, munizioni, mitragliatrici e posti di osservazione con binocolo, in questa sala sono di particolare importanza le mitragliatrici e le casse di munizioni che erano sempre necessarie durante lo scontro. Camminando ancora per le vetrine si possono osservare molti fucili, sia italiani che austriaci, e una numerosa collezione di bombe a mano di ogni tipo, dalle più rudimentali alle più tecnologiche. Un'altra sezione è poi dedicata agli oggetti d'uso comune durante la guerra come i pettini, le bottiglie di rum, gli orologi e tutti gli oggetti ritrovati sulle montagne circostanti. La protagonista della mostra è la mitragliatrice austriaca a ripetizione, il capolavoro militare della prima guerra mondiale. Sono poi allestiti alcuni diorami a grandezza naturale: l'ospedale da campo ed un rifugio per soldati. La gran parte degli oggetti esposti è stata raccolta sulle montagne della Valsugana ed è testimonianza della condizione di questa valle che era posta sul fronte italo – austriaco.
Fanno parte della mostra anche alcuni oggetti appartenuti all'asso dell'aviazione austro-ungherese (k.u.k. Luftfahrtruppen) Josef Kiss in servizio presso l'Aeroporto di Cirè vicino a Pergine Valsugana nonché dello scrittore e tenente del 7º Reggimento alpini, Paolo Monelli, autore del romanzo e diario di guerra Le scarpe al sole ambientato in parte nella Valsugana e in Lagorai.